# Bevarandebiologi
Bevarandebiologi (eller naturvårdsbiologi) är en vetenskap som analyserar och utforskar hoten mot den biologiska mångfalden, föreslår åtgärder för att motverka en negativ utveckling av den biologiska mångfalden, samt utvärderar dessa åtgärder. Den har sina rötter i ekologin, men är ett tillämpat ämne, i likhet med t ex veterinärmedicin, viltekologi och landskapsplanering. Även andra forskningsdiscipliner bidrar till bevarandebiologin genom att sätta de ekologiska kunskaperna i ett samhälleligt sammanhang, vilket gör att man kan betrakta det som ett tvärvetenskapligt ämne. Framför allt i den tidigare generationen av bevarandebiologer förekom normativa ambitioner, d v s man uttalade sig inte bara om fakta, utan blandade också in värderingar. Andra framhåller att den bevarandebiologiska forskningen bör föreslå och utvärdera flera olika policyalternativ på ett neutralt sätt. 

## Historia
Bevarandebiologin i sin mera moderna form började utvecklas under 1970- och 80-talen. I början spelade ekologiska teorier en central roll. 
Åtgärder för att bevara naturen tog fart genom att kunskapen om människans negativa påverkan på sin omvärld blev allmänt känd. Flera av de åtgärder som togs saknade dock vetenskapligt underlag för vilka åtgärder som hade sannolikhet att lyckas. Behovet av vetenskapliga undersökningar av hur bevarandeåtgärder bäst skulle bedrivas gav upphov till bevarandebiologin. 

## Nutida påverkan
Nedan beskrivs stora hot mot den biologiska mångfalden på global nivå. De står i förgrunden för mycket av den bevarandebiologiska forskningen.

### Antropogen klimatförändring
Genom människans starka bidrag med växthusgaser till atmosfären, har växthuseffekten ökat, vilket resulterat i en uppvärmning av jordklotet.
Uppvärmningen leder till att arter som anpassats till ett visst klimat, nu befinner sig i en situation där klimatet förändras, och därmed måste migrera till områden som motsvarar det krav arten ställer för sin överlevnad. Alternativet är att artens arvsmassa anpassas till det nya klimatet, men problemet med den klimatförändring som nu sker är att den sker snabbare än vad arterna anses ha möjlighet att anpassa sig till genom evolution.

### Habitatförstörelse
Genom nedhuggning av skogar, intensivt jordbruk samt bebyggelse minskar ytan som en population av arter lever på, och därmed minskar områdets bärkraft.
Detta sker genom att samma antal arter som tidigare levde på en större yta, nu tvingas konkurrera med varandra på en yta med mindre resurser. Detta har hittills varit den främsta orsaken till att arter försvunnit från regioner.

### Habitatfragmentering
När habitat förstörs tenderar de olika ytorna med habitat att bli mindre och avståndet mellan dem större. Detta kallar för habitatfragmentering. Det kan leda till problem för arter att sprida sig mellan de olika habitatytorna och för arter som inte trivs i kanterna av habitat kan många småytor bli olämpliga som livsmiljö. Därför har habitatfragmentering framhållits som ett allvarligt problem, men det har på senare tid också ifrågasatts om det ett stort problem, utöver det som habitatförstörelsen utgör. 

### Habitatstörning
Störning av ett habitat kan ske genom föroreningar, betning och annan påverkan som inte förstör området, men förändrar det på ett sådant vis att vissa arter inte längre kan leva kvar.

### Överexploatering

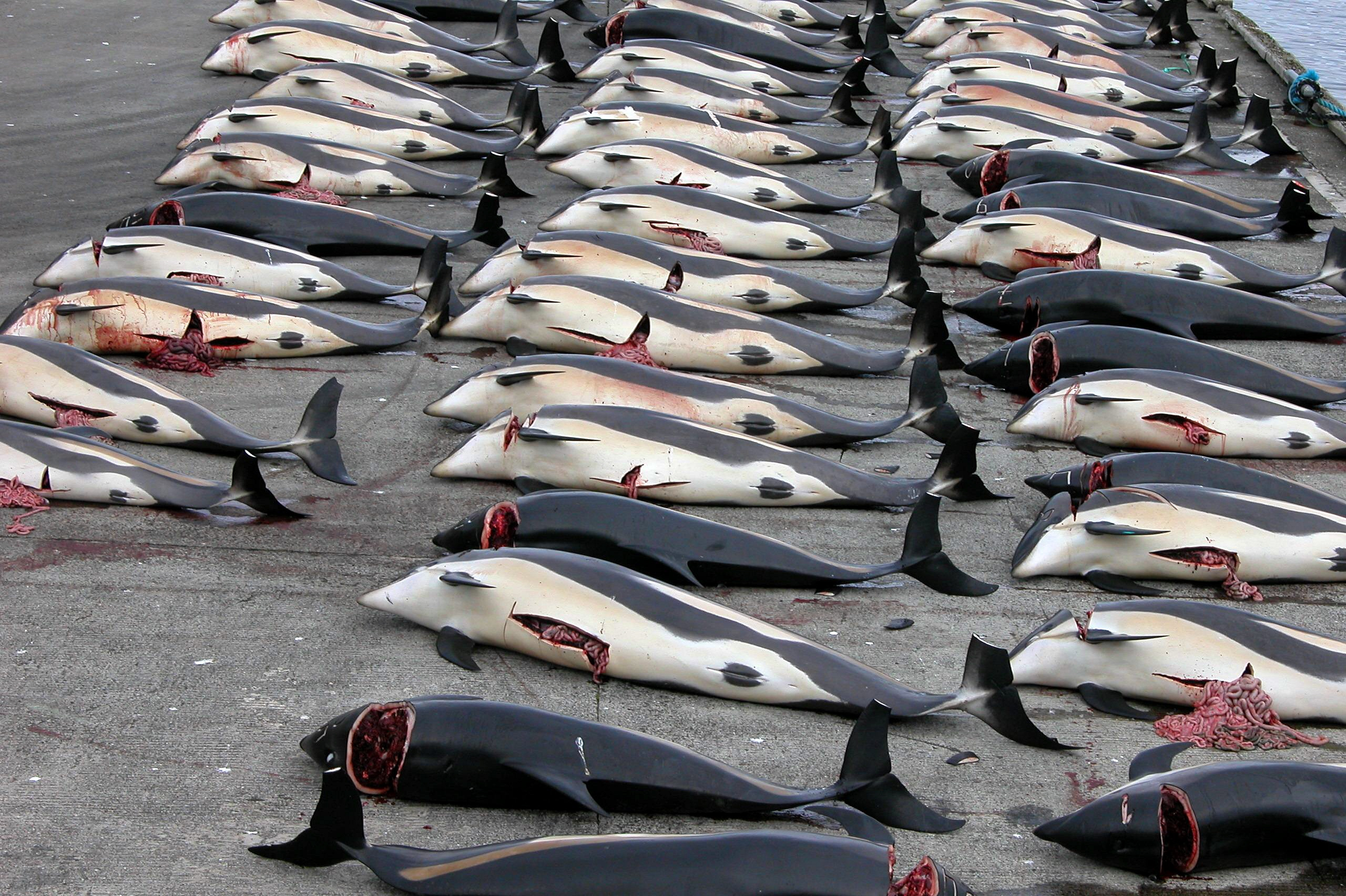
Dödade valar på Färöarna.

Överexploatering av resurser i form av ohållbart skogsbruk, utfiskning av haven och jakt som överskrider populationens bärkraft leder till minskad biologisk mångfald.

### Invasiva arter
Människors omfattande transporter samt även klimatförändringar gör att arter i ökande utsträckning sprider sig till områden där de tidigare inte har funnits. Vissa av dessa arter kan bli invasiva, d v s få negativ inverkan på den ursprungliga floran och faunan. Öar är särskilt utsatta. Regioner i t ex medelhavsklimat är också mer utsatta än t ex Skandinavien. 